# Koprivno (Milići)
Pour les articles homonymes, voir Koprivno.
Koprivno (en serbe cyrillique : Копривно) est un village de Bosnie-Herzégovine. Il est situé dans la municipalité de Milići et dans la république serbe de Bosnie. Selon les premiers résultats du recensement bosnien de 2013, il compte 89 habitants.

## Géographie

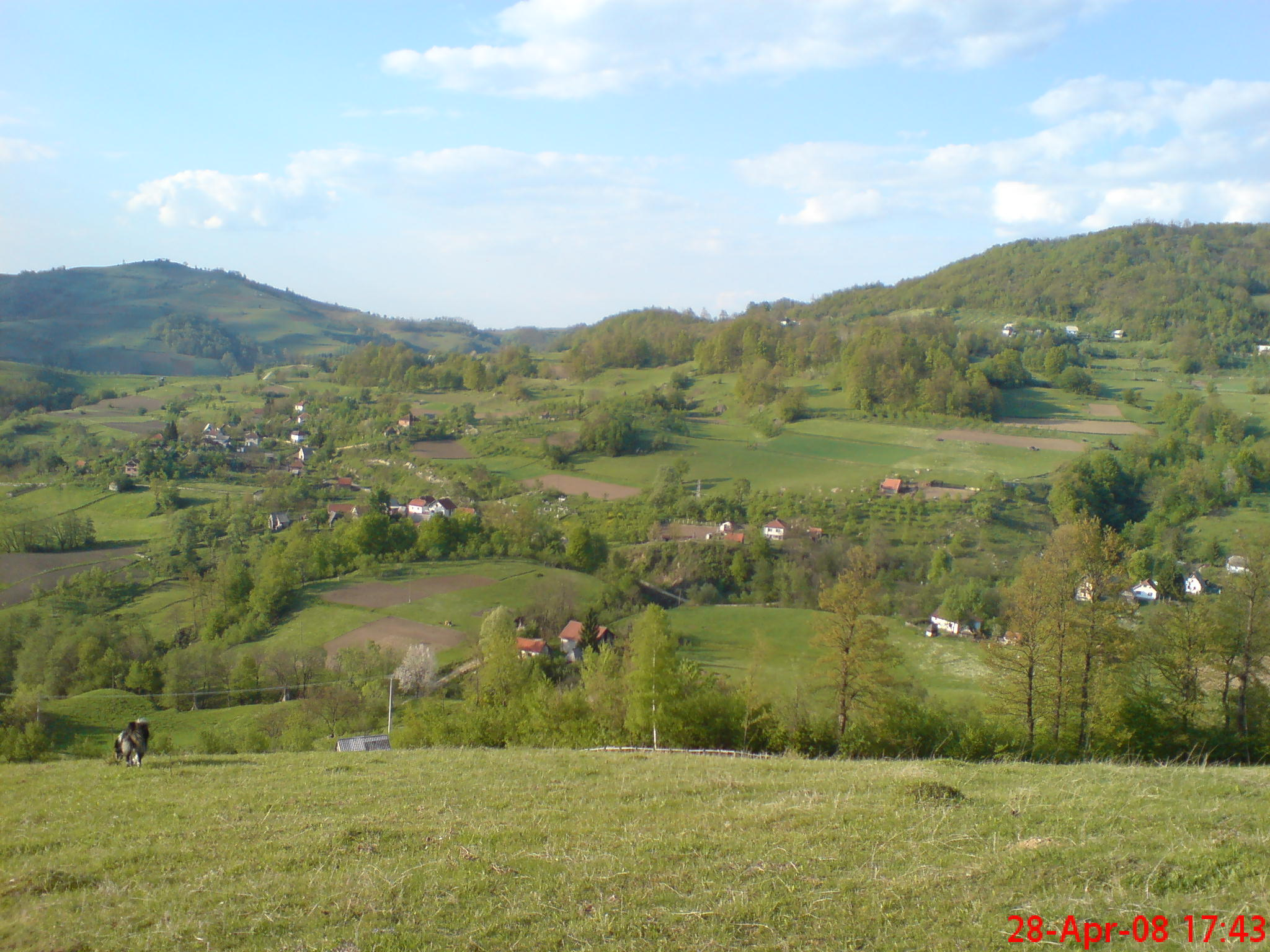
Vue générale de Koprivno

## Démographie

### Évolution historique de la population dans la localité
| 1948 | 1953 | 1961 | 1971 | 1981 | 1991 | 2013 |
| ---- | ---- | ---- | ---- | ---- | ---- | ---- |
| -    | -    | 336  | 338  | 278  | 169, | 89   |

|  |

### Répartition de la population par nationalités (1991)
En 1991, les 169 habitants du village étaient tous serbes.